# Hermitage (Missouri)
Pour les articles homonymes, voir Hermitage.
La ville de Hermitage est le siège du comté de Hickory, situé dans l'État du Missouri, aux États-Unis. Sa population s’élevait à 467 habitants lors du recensement de 2010, estimée à 461 habitants en 2016.

## Histoire
Hermitage a été fondée en 1846. Elle a été nommée d’après The Hermitage, à Nashville, le domaine du président Andrew Jackson, dans le Tennessee. En 1847, elle a été désignée siège du comté de Hickory, également nommé d’après Andrew Jackson, dont le surnom était Old Hickory,.